# S Hydrae
S Hydrae är en pulserande variabel av Mira Ceti-typ (M) i stjärnbilden Vattenormen.
Stjärnan varierar mellan visuell magnitud +7,2 och 13,3 med en period av 256,63 dygn.